# Drakonski mesec
Drakonski mesec ali vozelni mesec je čas med dvema zaporednima prehodoma Lune skozi isti vozel. 
Drakonski mesec traja 27,212220 dni (27 d 5 h 5 m 35,8 s).
Ime  «drakonski» je povezano z zmajem, ki bi naj po kitajski mitologiji živel v vozlih, in bi ob vsakem Sončevem mrku pojedel Sonce. 

Lunina tirnica je nagnjena proti ekliptiki za okoli 5 °. Tirnica seka ravnino ekliptike v dveh točkah, ki ju imenujemo vozla. Zaradi privlačne sile Sonca tirnica Lune počasi precesira proti zahodu, zato se tudi vozli počasi premikajo okoli Zemlje. Čas, ki ga potrebuje Luna, da ponovno pride v isti vozel je malo krajši kot je dolžina siderskega meseca (27,32166 dni). Ravnina lunine tirnice naredi polni krog v 18,6 letih.

Drakonski mesec je pomemben zato, ker mora biti Luna v vozlu, da nastane Sončev mrk (tudi polna luna in mlaj sta vedno blizu vozla). 